# Anton Roothaert

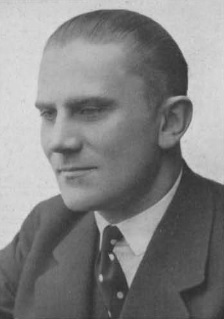
Anton Roothaert

Anton Roothaert (* 9. Juni 1896 in Tilburg, Niederlande; † 29. März 1967 in Antwerpen, Belgien) war ein niederländischer Autor.
Im deutschsprachigen Raum wurde er durch den auch verfilmten Tierarztroman Dr. Vlimmen bekannt.

## Werke
- Spionnage in het veldleger, 1933
- Onbekende dader, 1933
- Onrust op Raubrakken, 1935
- Chinésche handwassching, 1934
- Camera loopt, 1936
- Doctor Vlimmen, 1936
- Die verkeerde weereldt, 1939
- De vlam in de pan, 1942
- Villa Cascara, 1947
- De wenteltrap, 1949
- Oom Pius, 1951
- Een avondje in Muscadin, 1952
- Vlimmen contra Vlimmen, 1953
- Vlimmens tweede jeugd, 1957
- Duivelsfortuin, 1965